# Station Sępólno Krajeńskie
Station Sępólno Krajeńskie is een spoorwegstation in de Poolse plaats Sępólno Krajeńskie.